# Lonicera xylosteoides
Lonicera xylosteoides är en kaprifolväxtart som beskrevs av Ignaz Friedrich Tausch. Lonicera xylosteoides ingår i släktet tryar, och familjen kaprifolväxter. Inga underarter finns listade i Catalogue of Life.